# آلفنال
آلفنال (انگلیسی: Alphenal) یک مشتق باربیتورات است که در دهه ۱۹۲۰ میلادی توسعه یافت. این ماده عمدتاً دارای خواص ضد تشنجی است و گهگاه برای درمان صرع یا تشنج استفاده می‌شود، البته نه به اندازه باربیتورات‌های شناخته شده‌تر مانند فنوباربیتال.

LD50: موش (خوراکی): 280 mg/kg